# 段中
段中（?—?），一作殷中、假中。西汉楚地（治今湖南湖北）人，汉武帝农民起义领袖。
汉武帝末年赋役徭役兵役繁重，民不聊生，纷起反抗。天汉年间，段中与杜少在楚地领导农民起义。攻占城邑，进攻官府，夺取仓库兵器，释放死罪囚犯，缚辱郡守都尉，诛杀二千石官员，声势浩大。与此同时，南阳的梅免、百政，山东的徐勃，燕赵之间的坚卢、范主纷纷响应。汉武帝派暴胜之、光禄大夫范昆等绣衣使者以虎符率兵镇压，颁布沉命法。起义军败而复起。